# John Fagan
Pour les articles homonymes, voir Fagan.
John "Kruger" Fagan, appelé aussi Jackie Fagan, est un joueur de football irlandais. Il est un des piliers des Shamrock Rovers, club du championnat d'Irlande des années 1920. Fullam joue au poste d’attaquant. Il compte une sélection en équipe de république d'Irlande en 1926. Son fils Fionan Fagan sera lui aussi sélectionné en équipe nationale irlandaise en 1954, devenant ainsi la première lignée père - fils à être sélectionnée par la fédération irlandaise.

## Shamrock Rovers
Fagan est issu du quartier de Markets à Dublin. Il mesure moins d'1,60 m. Sean Ryan parle de lui comme d'un vétéran de la Guerre d'Indépendance. Lors de la saison 1922-1923 il participe à la première victoire en championnat des Shamrock Rovers. Au cours de la saison 1924-1925, avec Bob Fullam, John Joe Flood et Billy Farrell, il forme la ligne d'attaque du club surnommée les Four F. Il s'entend alors particulièrement bien avec Fullam. Cette année-là les Shamrock remportent un triplé avec le championnat, le Shield et la Coupe. La victoire en Coupe se déroule à Dalymount Park contre le Shelbourne FC devant 25 000 spectateurs. Les Shamrock remportent le titre sans perdre un seul match. Ils sont alors les premiers à remporter deux fois le championnat.
Fagan joue et marque pour les Rovers lors de la défaite en finale de la Coupe 1925-1926 contre le Fordsons FC. Il participe ensuite à la victoire des Shamrock Rovers dans le championnat 1926-1927.
Au cours de l'été 1929, il souffre d'une grave maladie qui le contraint à mettre un terme à sa carrière aux Rovers et en championnat d'Irlande. Il quitte le club en décembre et s'engage peu de temps après comme milieu gauche dans le club de Kingswood, qui dispute alors la Leinster Senior League Second Division.

## Sélections nationales

### League of Ireland XI
Entre 1924 et 1927, Fagan fait cinq apparitions en équipe de la Ligue d'Irlande. Cette équipe regroupe exclusivement des joueurs du championnat d'Irlande de football. Le 9 février 1924, Fagan joue sa première sélection lors d'un match contre l'équipe de la Ligue du pays de Galles (Welsh Football League XI) à Dalymount Park, le match se terminant sur un score de 3-3. Parmi les équipiers on retrouve Frank Collins, Ernie MacKay, Bertie Kerr, Dave Roberts, Johnny McIlroy et Christy Robinson. John Fagan délivre à cette occasion deux passes décisives pour McKay et Roberts.
Le 13 mars 1926, il figure dans l'équipe de la Ligue of Ireland qui dispute son tout premier match contre l'Irish League XI, l'équipe du championnat d'Irlande du Nord. Son équipe composée entre autres de Franck Collins, Frank Brady, Val Harris, Charlie Dowdall et les trois autres membres du Four F l'emporte sur le score de 3 buts à 1.

### FAI XI
Le 23 février 1924, John Fagan est invité à disputer un match au sein de l'équipe de la FAI (la fédération irlandaise basée à Dublin) contre le Celtic Football Club. Devant 18 000 spectateurs réunis dans Dalymount Park, le Celtic l'emporte 3 buts à 0.

### Équipe d'Irlande
John Fagan dispute son unique match au sein de l'équipe de la république d'Irlande le 21 mars 1926. Il s'agit d'un match en Italie remportée par l'Italie sur le score de 3 buts à 0.

## Palmarès
Shamrock Rovers
- Championnat d'Irlande
  - Vainqueur en 1922-1923, 1924-1925, 1926-1927
- Coupe d'Irlande
  - Vainqueur en 1924-1925
- Shield
  - Vainqueur en 1924-1925 et 1926-1927
- Leinster Senior Cup
  - Vainqueur en 1923 et 1927